# Mabel Barrison

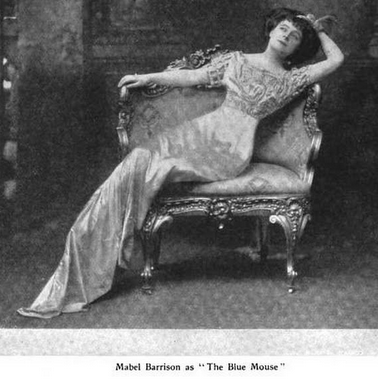
Barrison en 1909

Mabel Barrison (21 de abril de 1882 – 1 de noviembre de 1912) fue una actriz de teatro y cantante estadounidense nacida en Canadá en la primera década del siglo 20. Nació con el nombre de Eva Farrance y se unió a un coro musical cuando aún era adolescente. Actuó en vodevil y en Broadway con Weber and Fields, y el director de escena Julian Mitchell se fijó en ella para un papel en Babes in Toyland (1903). "The Blue Mouse" fue escrita por Clyde Fitch y el propio Fitch seleccionó a Barrison para un papel en la obra. Barrison sufrió problemas de salud los dos últimos años de su vida. Murió el 1 de noviembre de 1912 en Toronto a la edad de 30 años.

## obras de Broadway
- Florodora (1900)
- Twirly Whirly(1902)
- Humming Birds and Onions (1902)
- The Stickiness of Gelatine (1902)
- The Big Little Princess (1903)
- Babes in Toyland (1903)
- Babes in Toyland (1905)(revival)
- The Land of Nod and The Song Birds (1907)
- The Flower of the Ranch (1908)
- The Blue Mouse (1908)
- Lulu's Husbands (1910)